# Maria Elia De Seta Pignatelli
Maria Elia, coniugata in prime nozze de Seta e in seconde Pignatelli di Cerchiara (Firenze, 24 marzo 1894 – Nicastro, 10 marzo 1968), è stata una nobile e agente segreto italiano.

## Biografia
Figlia dell'ammiraglio Giovanni Emanuele Elia, sposò giovanissima il marchese Giuseppe de Seta, figlio di Francesco De Seta, prefetto di Palermo e sindaco di Catanzaro. Giunse in Calabria nel 1919, dopo le tensioni del cosiddetto biennio rosso, divenne un esponente dell'élite socio culturale del Mezzogiorno d'Italia. Esercitò la sua attività nella sua villa nei pressi di Buturo in Sila (detta "La Torre dei Due Mari", i cui resti sono oggi conosciuti come "La Torre della Marchesa") e nella sua tenuta a Sellia Marina. Nel 1923 diresse la scuola di avviamento al lavoro di Catanzaro. Intrattenne salotti ben frequentati nel Palazzo Forcella De Seta di piazza Kalsa a Palermo (da lei acquistato nel 1922) e nella sua casa di Piazza Farnese a Roma.
Fu un’eclettica promotrice di arti e cultura, in contatto, tra gli altri, con Renato Guttuso e Corrado Alvaro, Filippo Tommaso Marinetti e Gabriele D'Annunzio, che la apostrofò "Silana Domina". 

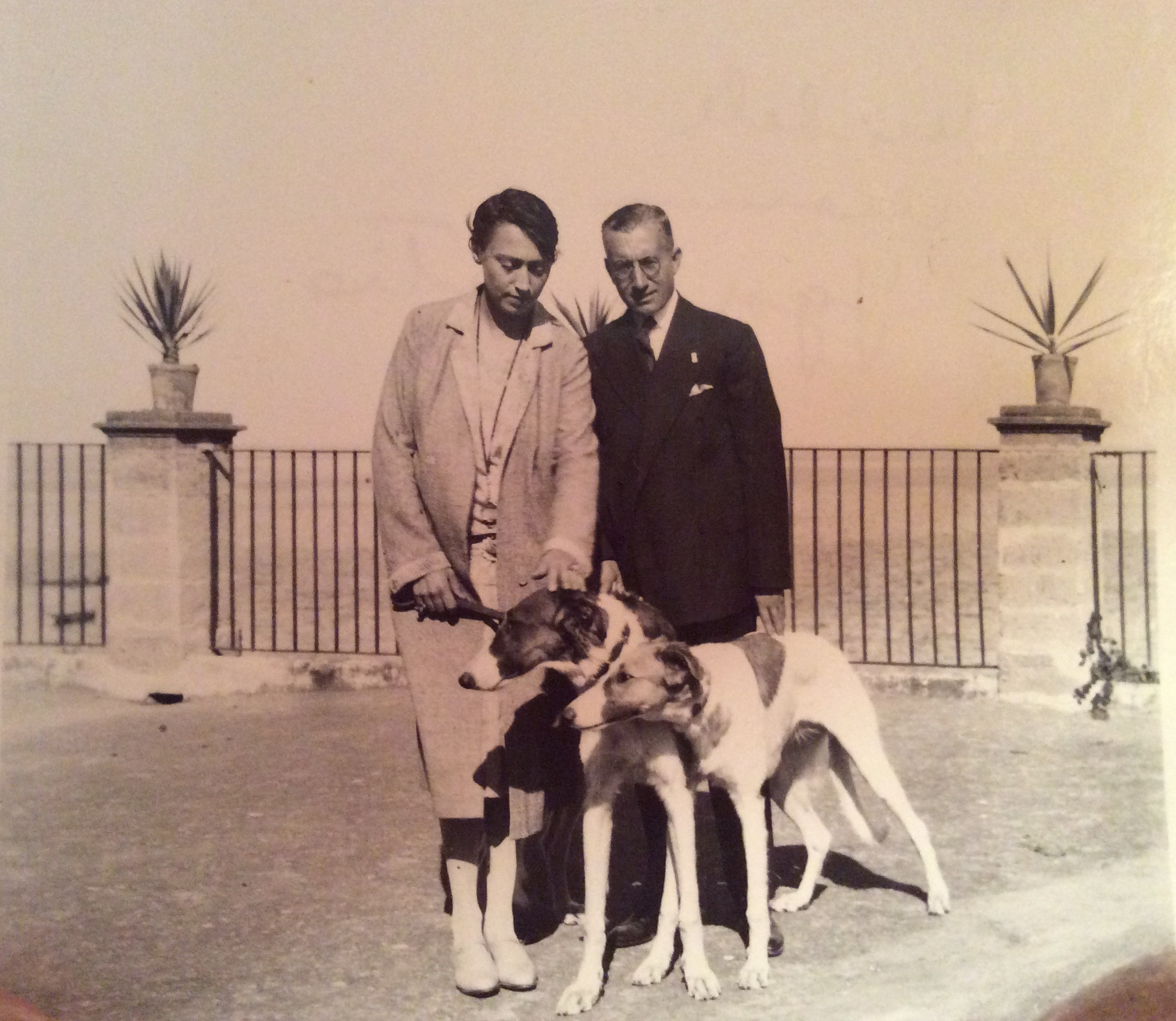
La nobildonna con Michele Bianchi, Ministro dei lavori pubblici del Regno d'Italia

Separatasi dal marito, da cui aveva avuto quattro figli (la primogenita Bona, Emanuele, Francesco e il futuro documentarista Vittorio de Seta, nato nel 1923), divenne l'amante del ministro dei Lavori Pubblici, il quadrumviro Michele Bianchi. 
Organizzò nel 1937 nella sua Galleria Mediterranea a Palermo una delle prime mostre di arte contemporanea in Sicilia. Nel 1937 sia Gino Severini che Renato Guttuso ne realizzarono due ritratti: in particolare fu la nobildonna a presentare a Roma al pittore siciliano Maria Luisa "Mimise" Dotti, sua modella storica e futura moglie. Amica tra gli altri di Benito Mussolini, Paolo Orsi, Umberto Zanotti Bianco, Edoardo Galli, Massimo Bontempelli, Mario Missiroli e Ghitta Carell, promosse nella regione campagne di scavo, oltre a condividere con Emilia Zinzi, storica dell'arte, diverse iniziative e battaglie per la tutela dei beni culturali calabresi. In qualità di vicepresidente dell'Istituto Italiano dei Castelli, operò per la salvaguardia dei beni culturali della Calabria cercando di creare gruppi di lavoro che potessero arginarne il degrado. Nel 1941 morì suo figlio Francesco, tenente di aviazione.
Dopo la prematura morte di Bianchi e rimasta vedova, nel 1942 si sposò in seconde nozze con il principe Valerio Pignatelli di Cerchiara, nonostante quest'ultimo fosse regolarmente coniugato negli Stati Uniti con la seconda moglie, la giornalista americana Conchita Sepulveda Pignatelli, da cui aveva avuto una figlia.

### Le attività diintelligenceper conto del fascismo
Insieme al marito, fu coinvolta attivamente durante la seconda guerra mondiale in una rete fascista di opposizione all'esercito anglo-americano. Il principe Valerio Pignatelli era già stato chiamato a guidare le Guardie ai Labari, un'organizzazione stay-behind che il fascismo aveva allestito in previsione dell'arrivo degli Alleati in Sicilia; giunto il momento, il principe ne assunse il comando e iniziò ad operare insieme alla moglie per la raccolta di informazioni da fornire alla RSI e alla Gestapo. A questo fine i coniugi si spostarono a Napoli, ove aprirono un salotto mondano al quale invitavano le autorità civili e militari delle forze d'occupazione e ne carpivano informazioni.
Dopo aver superato rocambolescamente il fronte di Cassino incontrò il feldmaresciallo nazista Albert Kesselring e poi Mussolini a Gargnano, mettendoli al corrente dell'attività delle truppe alleate e dei fascisti al Sud. Nello stesso periodo, suo figlio Vittorio fu deportato dai tedeschi a Salisburgo in Austria (dal 1943 al 1945), esperienza che lo segnò indelebilmente, e l'altro figlio Emanuele entrò a far parte di una rete antifascista clandestina, venendo imprigionato dalle Ss nella famigerata prigione romana di via Tasso.
Tornata a Napoli, il 27 aprile 1944 il doppio gioco della Elia fu scoperto e venne arrestata dagli inglesi, insieme al marito. Contro di loro e degli altri collaborazionisti della rete calabrese fu celebrato, a Catanzaro nel febbraio 1945, un processo noto come il "processo degli Ottantotto", in cui i coniugi Pignatelli rischiarono la pena di morte per associazione sovversiva; il processo però si concluse con un sostanziale nulla di fatto, perché i pochi condannati fecero immediatamente ricorso e ottennero l'annullamento della sentenza per vizi di forma; il nuovo processo non fu mai celebrato e gli imputati dopo pochi mesi uscirono dal carcere beneficiando dell’amnistia Togliatti promulgata il 22 giugno 1946. I coniugi Pignatelli furono condannati a dodici anni di carcere ma alla fine ne scontarono solo uno.

### Nel dopoguerra
Tornata libera, la Elia fondò nell'ottobre 1946 il MIF, Movimento italiano femminile «Fede e famiglia», primo movimento del neofascismo italiano, mentre il marito in dicembre partecipò alla riunione costitutiva del MSI.
Il MIF apparentemente si prefiggeva lo scopo di promuovere l’immagine della donna virtuosa in Italia, ma in realtà il suo vero obiettivo era quello di assistere moralmente, materialmente e giuridicamente i detenuti fascisti all’indomani della seconda guerra mondiale, e non di rado farli espatriare illegalmente per metterli in salvo all'estero; in questo modo, ad esempio, la De Seta riuscì a favorire e proteggere la fuga del criminale fascista Dante Agostini nel 1952 in Spagnae quella di Carlo Scorza in Argentina. La Elia De Seta Pignatelli pose per prima il problema del riconoscimento del lavoro domestico proponendo per le casalinghe il diritto alla retribuzione.

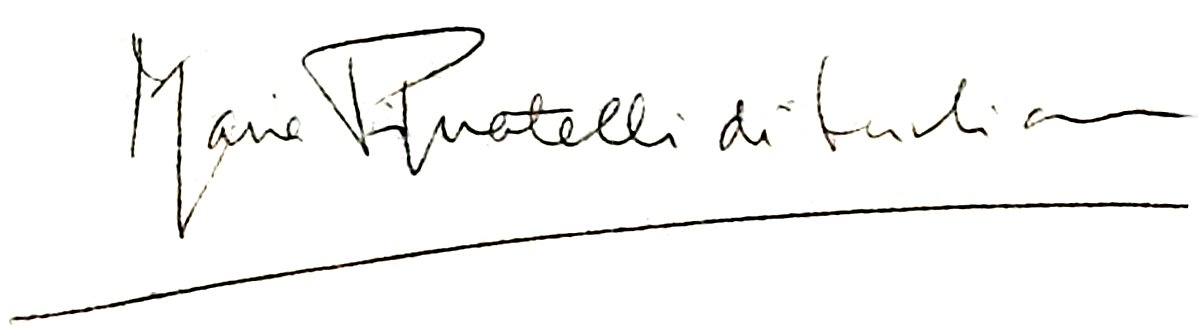
La firma di De Seta Pignatelli

Nel 1966 pubblicò a Cosenza il volume Introduzione alla Calabria, iniziato già nel 1920, in parte un diario del suo avventuroso arrivo in Sila, in parte romanzo e saggio storico sulla Calabria; poco prima della morte donò il suo fondo librario costituito da oltre 1500 volumi alla Biblioteca provinciale Bruno Chimirri di Catanzaro, con opere rare dei secc. XVII e XVIII riguardanti la Calabria.
La Elia morì in un incidente stradale nel 1968 nei pressi di Nicastro, mentre il marito era morto tre anni prima nella loro tenuta di Sellia Marina. La sua tomba, come quelle dei due figli Francesco (tenente pilota caduto nella seconda guerra mondiale) ed Emanuele, è ubicata nel cimitero di Sersale, poco distante dalla sua residenza silana. Il figlio Vittorio è stato un famoso documentarista; la pronipote Vera Dragone è un'attrice.
Il libro "L'Ape furibonda" propone in uno degli undici ritratti di "donne di carattere in Calabria", un profilo della Elia De Seta in cui per la prima volta si parla di un quadro di Renato Guttuso che nel 1937 avrebbe ritratto "la marchesa con la pistola", benché del quadro si sia oggi persa ogni traccia, e si citano 75 lettere inedite tra la marchesa e il ministro Michele Bianchi.

## Opere
- Introduzione alla Calabria / di Maria Pignatelli. - Cosenza: Casa del Libro [oggi Brenner Editore], 1966.[18]

### Sul Movimento Italiano Femminile
- La lampada e il fascio. Archivio e storia di un movimento neofascista: Il «Movimento Italiano Femminile». / di Roberto Guarasci. - Reggio Calabria: Laruffa Editore, 1987.
- Il Movimento «Fede e famiglia» e la fuga dei fascisti italiani in Sud America dopo la Seconda guerra mondiale, di Federica Bertagna, in «'900. Rassegna di storia contemporanea», 8-9, 2003, pp. 47–61.
- Katia Massara, Vivere pericolosamente. Neofascisti in Calabria oltre Mussolini, Ariccia: Aracne Editrice, 2014 9788854878594